# Biniam Girmay
Biniam Girmay, född 2 april 2000 i Asmara, är en eritreansk proffscyklist.

## Karriär
Girmay har cyklat professionellt sedan 2020. Bland hans meriter kan nämnas en etappseger i Giro d'Italia och tre i Tour de France, alla under 2024. År 2022 vann han Gent–Wevelgem.